# Championnat de France de rugby à XIII Nationale 1 et 2
Le championnat de France de rugby à XIII de division Nationale 1 constitue la troisième division sur le plan national du rugby à XIII français et est organisé par la Fédération française de rugby à XIII.
La particularité du rugby à XIII veut qu'à la fin du championnat il n'y a ni ascension ni relégation automatique. Pour accéder à la division supérieure (l'Élite 2) il faut qu'un club respecte un cahier des charges et c'est la Commission de Contrôle de Gestion et d'Assistance qui étudiera et acceptera le club au sein du championnat supérieur. Pour les relégations, c'est également la Commission de Contrôle de Gestion et d'Assistance qui décide de l'avenir du club.
Pour la saison 2023-2024 le règlement change le champion DN1 accède à l'Élite 2, ainsi que les 4 1/2 finalistes de la DN2 accède à la DN1 pour la saison 2024-2025.
Il y aura donc 10 équipes en poule unique en DN1 avec un système de montée descente.
Les équipes de ce championnat participent également à la coupe de France de division nationale avec les autres équipes des niveaux inférieurs (environs 32 équipes) : la Coupe Paul Dejean.
L'édition 2019-2020, d'abord suspendue courant mars, est finalement annulée par la Fédération française de rugby à XIII, le 15 avril 2020, en raison de la pandémie de maladie à coronavirus. Par conséquent, le titre n'est pas attribué et la saison est officiellement considérée comme "blanche", selon l'instance fédérale.

## Histoire
Alors qu'il n'était composé que d'une poule nationale, la FFR XIII a décidé de mettre en place trois poules géographique pour la saison 2012-2013 en proposant aux meilleurs clubs fédéraux de monter de division. Un deuxième titre est créé au passage, celui de la DN1 B pour les équipes non qualifiées en DN1 A à l'issue de la phase de poule.
Pour la saison 2014-2015, certains club qui avaient été promus lors de la saison passée ont demandé à redescendre car le niveau et les frais étaient trop important à supporter. La FFR XIII a donc décidé de créer deux poules géographiques de 8 et 9 équipes, le nombre devrait encore se réduire à 16 pour la prochain saison afin d'instaurer deux poules de 8 et ainsi homogénéiser le championnat.
En 2023, ce championnat est totalement refondu ; il est rebaptisé Nationale 1 et Nationale 2. Il est divisé en deux poules géographiques. Les meilleurs de chaque groupe se rencontrent ensuite dans une compétition à élimination directe.
Pour la saison 2023-2024 le règlement change le champion DN1 accède à l'Élite 2, ainsi que les 4 1/2 finalistes de la DN2 accède à la DN1 pour la saison 2024-2025.
Il y aura donc 10 équipes en poule unique en DN1 avec un système de montée descente.

## Palmarès
(février 2025).

### DN1
| Année | Vainqueur          | Score                  | Finaliste                     |      | Année                      | Vainqueur | Score                  | Finaliste |                                                         | Année                                                   | Vainqueur                                               | Score | Finaliste |
| 1950  | Carpentras XIII    | (Vainqueur aux points) | (Vainqueur aux points)        | 1988 | Cahors XIII                | 17 - 6    | Lescure XIII           | 2011      | Tonneins XIII                                           | 20 - 16                                                 | Sauveterre de Comminges                                 |       |           |
| 1954  | Lavardac XIII      | 2 - 0                  | Carcassonne XIII              | 1989 | Le Pontet XIII             | 15 - 9    | Entraigues XIII        | 2012      | Sauveterre de Comminges                                 | 28 - 4                                                  | U.S Ornaisons                                           |       |           |
| 1956  | Lavardac XIII      | 10 - 5                 | Bordeaux Facture XIII         | 1990 | La Réole XIII              | 8 - 6     | Saint-Hyppolite XIII   | 2013      | Réalmont XIII                                           | 23 - 4                                                  | La Réole XIII                                           |       |           |
| 1957  | Libourne XIII      | 8 - 5                  | Palau XIII                    | 1991 | Saint-Hyppolite XIII       | 17 - 9    | Entraigues XIII        | 2014      | La Réole XIII                                           | 30 - 26                                                 | Entraigues XIII                                         |       |           |
| 1958  | Apt XIII           | 18 - 8                 | Clairac XIII                  | 1992 | Saint-Hyppolite XIII       | 20 - 12   | Tonneins XIII          | 2015      | US Ferrals XIII                                         | 24 - 22 AP                                              | Villegailhenc                                           |       |           |
| 1959  | Salon XIII         | 21 - 10                | Le Soler XIII                 | 1993 | Cabestany XIII             | 16 - 14   | Palau XIII             | 2016      | US Ferrals XIII                                         | 34-20                                                   | Entraigues XIII                                         |       |           |
| 1960  | Armée II XIII      | 51 - 10                | Castelnaudary XIII            | 1994 | Toulouse Jules-Julien XIII | 12 - 8    | Lescure XIII           | 2017      | US Pujols                                               | 26-23                                                   | Réalmont XIII                                           |       |           |
| 1963  | Le Pontet XIII     | 10 - 5                 | Ille-sur-Tet XIII             | 1995 | Gifi Bias XIII             | 34 - 12   | Lescure XIII           | 2018      | Pia XIII Baroudeur                                      | 34-21                                                   | Toulon                                                  |       |           |
| 1964  | Pia XIII           | ?                      | Nantes XIII                   | 1996 | Le Barcarès XIII           | 20 - 15   | Lescure XIII           | 2019      | Ille-sur-Têt XIII                                       | 22-18                                                   | Réalmont XIII                                           |       |           |
| 1965  | Vedène XIII        | ?                      | Paris XIII                    | 1997 | Morières XIII              | 12 - 8    | Cavaillon XIII         | 2020      | Épreuve annulée en raison de la pandémie de coronavirus | Épreuve annulée en raison de la pandémie de coronavirus | Épreuve annulée en raison de la pandémie de coronavirus |       |           |
| 1966  | Entraigues XIII    | ?                      | Avignon XIII                  | 1998 | Puygouzon XIII             | 17 - 15   | Réalmont XIII          | 2021      | Épreuve annulée en raison de la pandémie de coronavirus | Épreuve annulée en raison de la pandémie de coronavirus | Épreuve annulée en raison de la pandémie de coronavirus |       |           |
| 1976  | Salon XIII         | 13 - 2                 | Entraigues XIII               | 1999 | AS Clairac XIII            | 34 - 4    | Gratentour rugby XIII  | 2022      | Tonneins XIII                                           | 24-14                                                   | Réalmont XIII                                           |       |           |
| 1977  | Saint-Cyprien XIII | 16 - 15                | Ferrals XIII                  | 2000 | Palau XIII                 | 28 - 12   | Réalmont XIII          | 2023      | Palau XIII                                              | 23-20                                                   | US Ferrals XIII                                         |       |           |
| 1978  | Réalmont XIII      | 14 - 13                | Sainte-Livrade XIII           | 2001 | Homps XIII                 | 12 - 5    | Ille-sur-Têt XIII      | 2024      | Réalmont XIII                                           | 29-26                                                   | Pamiers                                                 |       |           |
| 1979  | Aspet XIII         | 11 - 5                 | Lestelle XIII                 | 2002 | Ille-sur-Têt XIII          | 20 - 6    | Le Barcarès XIII       | 2025      | Villefranche d'Albigeois                                | 33-10                                                   | Toulouges-Baho                                          |       |           |
| 1980  | Aspet XIII         | 18 - 9                 | La Redorte XIII               | 2003 | Aspet XIII                 | 16 - 9    | Gifi Bias XIII         | 2026      |                                                         |                                                         |                                                         |       |           |
| 1981  | La Redorte XIII    | 17 - 9                 | Le Barcarès XIII              | 2004 | Vedène XIII                | 42 - 6    | Baroudeurs de Pia XIII | 2027      |                                                         |                                                         |                                                         |       |           |
| 1982  | Auterive XIII      | 20 - 9                 | Pennautier XIII               | 2005 | Salses XIII                | 36 - 20   | Baroudeurs de Pia XIII | 2028      |                                                         |                                                         |                                                         |       |           |
| 1983  | Pennautier XIII    | 25 - 17                | Narbonne XIII                 | 2006 | Villeneuve Tolosane XIII   | 30 - 14   | Baroudeurs de Pia XIII | 2029      |                                                         |                                                         |                                                         |       |           |
| 1984  | Le Soler XIII      | 16 - 10                | Saint-Paul de Fenouillet XIII | 2007 | Ornaisons XIII             | 26 - 14   | Pieusse XIII           | 2030      |                                                         |                                                         |                                                         |       |           |
| 1985  | Palau XIII         | 24 - 15                | Baho XIII                     | 2008 | Palau XIII                 | 34 - 26   | Ornaisons XIII         | 2031      |                                                         |                                                         |                                                         |       |           |
| 1986  | Baho XIII          | 34 - 20                | Palau XIII                    | 2009 | Villefranche XIII Aveyron  | 24 - 20   | Réalmont XIII          | 2032      |                                                         |                                                         |                                                         |       |           |
| 1987  | Trentels XIII      | 7 - 6                  | Baho XIII                     | 2010 | Le Barcarès                | 33 - 6    | Tonneins XIII          | 2033      |                                                         |                                                         |                                                         |       |           |

### DN2
| Année | Vainqueur                                               | Score                                                   | Finaliste                                               |
| ----- | ------------------------------------------------------- | ------------------------------------------------------- | ------------------------------------------------------- |
| 2011  | Ornaisons                                               | 41-26                                                   | US Ferrals XIII                                         |
| 2012  | VARL                                                    | 25-20                                                   | Le Soler                                                |
| 2013  | AS Clairac XIII                                         | 24-14                                                   | US Ferrals XIII                                         |
| 2014  | US Ferrals XIII                                         | 33-20                                                   | Ramonville XIII                                         |
| 2015  | Salses XIII                                             | -                                                       | Pia XIII Baroudeur                                      |
| 2016  | US Pujols                                               | 38-22                                                   | Salses XIII                                             |
| 2017  | Toulon XIII                                             | 32-22                                                   | Ramonville                                              |
| 2018  | Trentels XIII                                           | 30-14                                                   | Baroudeurs XIII Laurentin                               |
| 2019  | Salses XIII                                             | 24-20                                                   | La Réole XIII                                           |
| 2020  | Épreuve annulée en raison de la pandémie de coronavirus | Épreuve annulée en raison de la pandémie de coronavirus | Épreuve annulée en raison de la pandémie de coronavirus |
| 2021  | Épreuve annulée en raison de la pandémie de coronavirus | Épreuve annulée en raison de la pandémie de coronavirus | Épreuve annulée en raison de la pandémie de coronavirus |
| 2022  | Baroudeurs XIII Laurentin                               | 30-18                                                   | Villefranche d'Albigeois                                |
| 2023  | Val XIII                                                | 27-14                                                   | Pujols XIII                                             |
| 2024  | Villefranche d'Albigeois                                | 36-34                                                   | St Martin de Crau                                       |
| 2025  | Gratentour rugby XIII                                   | 42-30                                                   | Trentels                                                |

## Médiatisation du championnat
En France, ce championnat est couvert essentiellement par la presse locale. Comme par exemple par des quotidiens comme L'Indépendant et la Dépêche du midi. Voire par des radios locales comme Radio Marseillette.
Le site Treize mondial assure également un couverture complète sur internet.
Quelques matchs peuvent être diffusés en streaming sur les réseaux sociaux, à l'initiative des clubs eux-mêmes.
Ce championnat, ou ses participants, peuvent ponctuellement intéresser des médias étrangers comme Rugby League World et Rugby League Review qui assurent une couverture minimale en donnant les résultats, ou qui peuvent lui consacrer quelques articles ponctuels.